# Chaetodon wiebeli
Espèce
Statut de conservation UICN

 LC  : Préoccupation mineure
Chaetodon wiebeli est une espèce de poissons de la famille des Chaetodontidae.